# Дагдан
«Дагдан» — туркменский футбольный клуб из Ашхабада. С 1997 по 2000 год команда выступала в чемпионате Туркменистана.

## История
Клуб основан в 1997 году. В феврале 1998 года команда участвовала в Кубке Президента Туркменистана. В сезоне 1997/98 «Дагдан» завоевал серебряные медали чемпионата Туркменистана, а игрок команды Азат Кульджагазов с 21 забытым голом занял второе место в гонке бомбардиров. Следующий розыгрыш турнира завершился для коллектива бронзовыми медалями. В последний раз в чемпионате Туркменистана клуб сыграл в сезоне 2000 года, где занял восьмое место.
В 2007 году команда участвовала в розыгрыше Первой лиги Туркменистана.

## Достижения
- Серебряный призёр чемпионата Туркменистана: 1997/98
- Бронзовый призёр чемпионата Туркменистана: 1998/99

## Известные игроки
В данный список включены футболисты, выступавшие за «Дагдан» и национальные сборные (9 — за сборную Туркменистана, 1 — за сборную Казахстан):
- Аннадурдыев Амандурды
- Байрамов Владимир
- Гочгулиев Гочгули
- Гулян Валерий
- Крохмаль Александр
- Кулиев Бегенчмухаммед
- Кульджагазов Азат
- Мирзоев Ариф
- Харчик Павел
- Шукуров Тофик

## Статистика
| Сезон   | Дивизион                | Место в чемпионате | И  | В  | Н | П | ГЗ | ГП | О  | Кубок Туркменистана | Примечание |
| ------- | ----------------------- | ------------------ | -- | -- | - | - | -- | -- | -- | ------------------- | ---------- |
| 1997/98 | Чемпионат Туркменистана | 2 из 8             | 28 | 21 | 1 | 6 | 63 | 24 | 64 |                     | [ 3 ]      |
| 1998/99 | Чемпионат Туркменистана | 3 из 9             | 32 | 17 | 9 | 6 | 65 | 33 | 60 |                     | [ 4 ]      |
| 2000    | Чемпионат Туркменистана | 8 из 11            | 20 | 5  | 6 | 9 | 21 | 39 | 21 | 1/8 финала          | [ 5 ]      |